# L'amore non basta (miniserie televisiva)
L'amore non basta è una miniserie televisiva italiana.

## Descrizione
L'amore non basta è stata trasmessa in prima visione TV il 30 e il 31 maggio 2005 su Rai 2 nel formato di miniserie televisiva composta da due puntate di prima serata. Il 10 giugno 2008 la fiction è stata riproposta, sempre in prima serata su Rai 2, ma nel formato di film per la televisione.